# San Manuel (Pangasinan)
San Manuel ist eine Stadtgemeinde in der philippinischen Provinz Pangasinan und grenzt im Norden an die Provinz Benguet. Im Jahre 2015 zählte das 132,5 km² große Gebiet 52.939 Menschen, wodurch sich eine Bevölkerungsdichte von 400 Einwohnern pro km² ergibt. Die meisten Menschen leben hier von der Landwirtschaft und wohnen im flachen südlichen Teil der Stadtgemeinde. Im Norden beginnen die Ausläufer der Kordilleren, die sehr bergig und kaum bewaldet sind. Zum Gemeindegebiet gehört auch ein Teil der San-Roque-Talsperre.
San Manuel war ab 1614 zuerst ein Gemeindeteil von Asingan und hatte zu jener Zeit bereits über 2000 Einwohner. 1860 wurde der Ort zur Stadtgemeinde.
San Manuel ist in folgende 14 Barangays aufgeteilt:
| - San Antonio-Arzadon - Cabacaraan - Cabaritan - Flores - Guiset Norte - Guiset Sur - Lapalo | - Nagsaag - Narra - San Bonifacio - San Juan - San Roque - San Vicente - Santo Domingo |